# Hassi M'Hadi
Hassi M'Hadi es una comuna o municipio del departamento de Timbedra, en la región de Hodh el Charqui, en Mauritania. En marzo de 2013 presentaba una población censada de 13 948 habitantes.
Se encuentra ubicada al sureste del país, sobre el desierto del Sahara, cerca de la frontera con Malí.